# Storekvina (stacja kolejowa)
Storekvina – stacja kolejowa w Storekvina, w regionie Agder w Norwegii, jest oddalona od Oslo Sentralstasjon o 446,36 km. Jest położona na wysokości 135,9 m n.p.m.

## Ruch dalekobieżny
Leży na linii Sørlandsbanen. Jest stacją obsługującą dalekobieżne połączenia z południowo-zachodnią i południową częścią kraju. Stacja przyjmuje sześć par połączeń dziennie do Kristiansand, Arendal i Stavanger.

## Obsługa pasażerów
Poczekalnia, wiata, parking na 32 miejsca, telefon publiczny, parking dla rowerów, przystanek autobusowy, postój taksówek. Odprawa podróżnych odbywa się w pociągu.